# 퓰리처상 시 부문

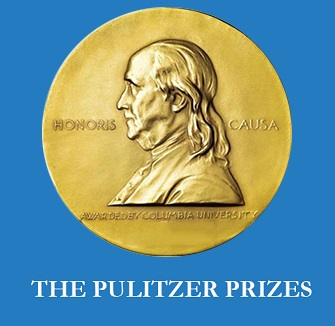

퓰리처상 시 부문(Pulitzer Prize for Poetry)은 미국의 시상식인 퓰리처상의 6개의 문학 분야 중 하나이다.

## 수상 내역
- 1990년 The World Doesn't End
- 1991년 Near Changes
- 1992년 Selected Poems
- 1993년 The Wild Iris
- 1994년 Neon Vernacular: New and Selected Poems
- 1995년 The Simple Truth
- 1996년 The Dream of the Unified Field
- 1997년 Alive Together: New and Selected Poems
- 1998년 Black Zodiac
- 1999년 Blizzard of One
- 2000년 Repair
- 2001년 Different Hours
- 2002년《Practical Gods》
- 2003년《Moy Sand and Gravel》
- 2004년《Walking to Martha's Vineyard》
- 2005년《Delights & Shadows》
- 2006년《Late Wife》
- 2007년《Native Guard》tdrdtioxdyhtj
- 2008년《Time and Materials》
- 2009년《The Shadow of Sirius》
- 2010년《Versed》
- 2011년《The Best of It》
- 2012년《Life on Mars》
- 2013년《Stag's Leap》
- 2014년《3 Sections》
- 2015년 그레고리 파드로,《다이제스트》
- 2016년 피터 발라키안,《오존 저널》

## 같이 보기
- 미국시